# Atypichthys strigatus
Atypichthys strigatus är en fiskart som först beskrevs av Günther, 1860.  Atypichthys strigatus ingår i släktet Atypichthys och familjen Kyphosidae. Inga underarter finns listade.

## Bildgalleri

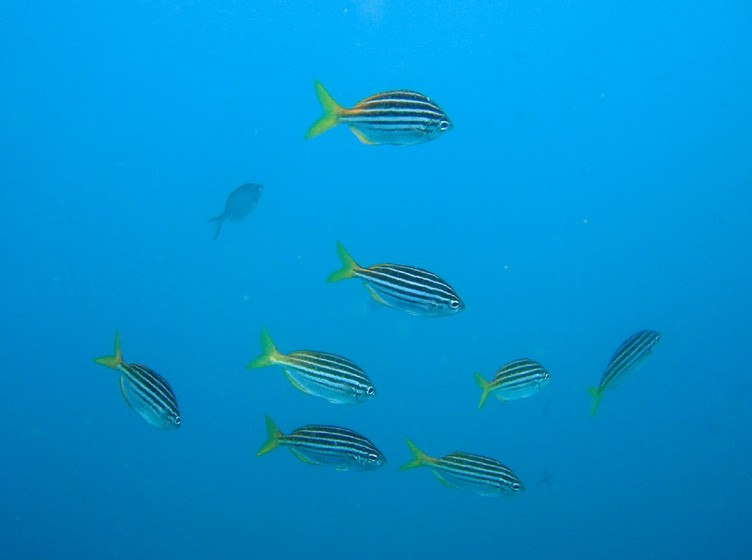
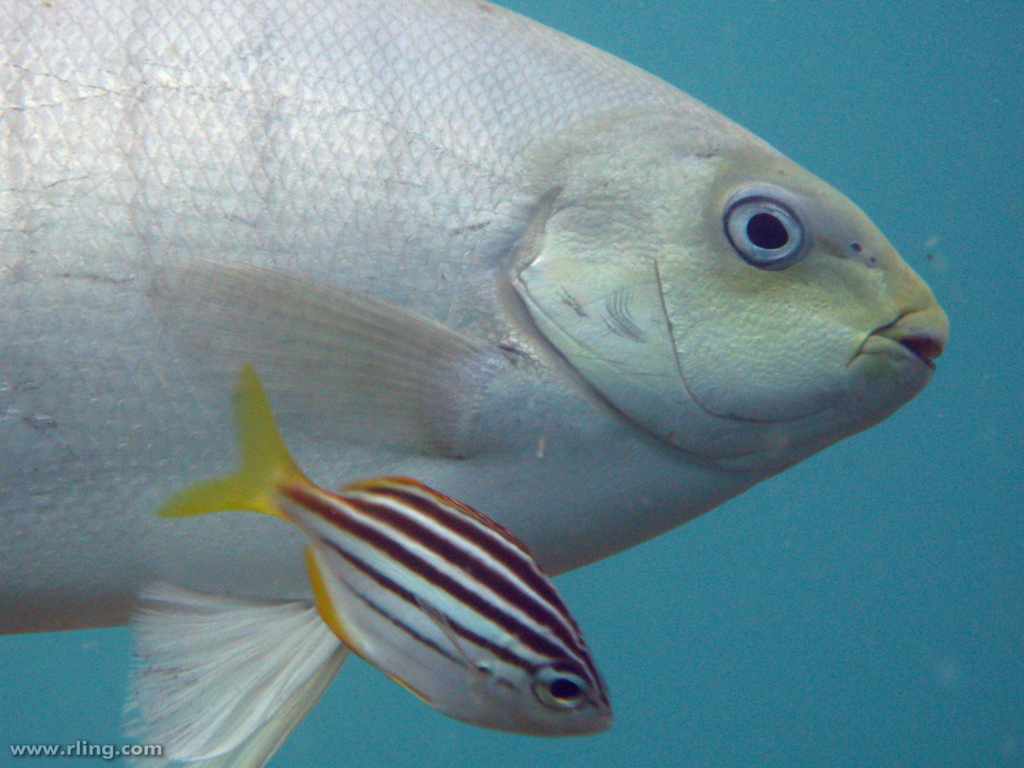